# Stimmkreis München-Land-Süd
Der Stimmkreis München-Land-Süd (Stimmkreis 124 seit der Landtagswahl 2018) ist ein Stimmkreis in Oberbayern. Er umfasst die Gemeinden Aying, Baierbrunn, Brunnthal, Gräfelfing, Grünwald, Höhenkirchen-Siegertsbrunn, Neubiberg, Neuried, Oberhaching, Planegg, Pullach i.Isartal, Sauerlach, Schäftlarn, Straßlach-Dingharting, Taufkirchen und Unterhaching des Landkreises München.

## Landtagswahl 2023
Zur Landtagswahl 2023 traten folgende Parteien und Direktkandidaten im Stimmkreis München-Land-Süd an und erzielten folgende Ergebnisse:
| Nr. | Direktkandidat       | Partei           | Erststimmen in % | Gesamtstimmen in % |
| --- | -------------------- | ---------------- | ---------------- | ------------------ |
| 1   | Kerstin Schreyer     | CSU              | 38,1             | 38,2               |
| 2   | Markus Büchler       | GRÜNE            | 22,3             | 22,5               |
| 3   | Johannes Seitner     | Freie Wähler     | 10,2             | 10,0               |
| 4   | Peter Kremer         | AfD              | 8,2              | 8,3                |
| 5   | Christine Himmelberg | SPD              | 8,8              | 8,7                |
| 6   | Marco Deutsch        | FDP              | 5,9              | 5,9                |
| 7   | Bernhard Baudler     | LINKE            | 1,0              | 1,0                |
| 8   | Franz Beierbeck      | BP               | 0,8              | 0,7                |
| 9   | Karin Schuster       | ÖDP              | 1,3              | 1,4                |
| 10  | -                    | Die PARTEI       | -                | 0,3                |
| 11  | Gabriele Lachner     | Tierschutzpartei | 1,1              | 1,1                |
| 12  | Sarah Neukirchen     | V-Partei³        | 0,2              | 0,2                |
| 13  | -                    | PdH              | -                | 0,1                |
| 14  | Andreas Sönnichsen   | dieBasis         | 0,9              | 0,8                |
| 15  | Simon Graf           | Volt             | 1,2              | 1,0                |

## Wahl 2018
Im Stimmkreis waren insgesamt 114.700 Einwohner wahlberechtigt. Die Landtagswahl am 14. Oktober 2018 hatte folgendes Ergebnis:
| Direktkandidat   | Partei               | Erststimmen in % | Gesamtstimmen in % | Veränderung der Gesamtstimmen im Vergleich zur Landtagswahl 2013 in % |
| ---------------- | -------------------- | ---------------- | ------------------ | --------------------------------------------------------------------- |
| Kerstin Schreyer | CSU                  | 32,2             | 33,3               | - 13,9                                                                |
| Natascha Kohnen  | SPD                  | 12,2             | 10,4               | − 12,3                                                                |
| Ilse Ertl        | Freie Wähler         | 8,2              | 8,1                | + 2,8                                                                 |
| Markus Büchler   | GRÜNE                | 23,6             | 24,9               | + 14,1                                                                |
| Helmut Markwort  | FDP                  | 10,3             | 9,6                | + 2,7                                                                 |
| Bernhard Baudler | LINKE                | 2,1              | 2,2                | + 0,9                                                                 |
| Albert Geiger    | BP                   | 1,6              | 1,5                | − 0,5                                                                 |
| Wilhelm Streit   | ÖDP                  | 1,1              | 1,2                | - 0,2                                                                 |
| Manuel Belas     | PIRATEN              | 0,4              | 0,4                | - 1,2                                                                 |
| Ulrich Riediger  | AfD                  | 6,9              | 7,0                | + 7,0                                                                 |
| Silvia Schalamow | LKR                  | 0,0              | 0,0                | + 0,0                                                                 |
| Jörg Linke       | mut                  | 0,4              | 0,4                | + 0,4                                                                 |
| -                | Die Humanisten       | -                | 0,1                | + 0,1                                                                 |
| Thomas Gudbrod   | Die Partei           | 0,5              | 0,4                | + 0,4                                                                 |
| -                | Gesundheitsforschung | -                | 0,0                | + 0,0                                                                 |
| -                | Tierschutzpartei     | -                | 0,3                | + 0,3                                                                 |
| Jörg Preisinger  | V-Partei³            | 0,3              | 0,2                | + 0,2                                                                 |

Neben der direkt gewählten Stimmkreisabgeordneten Kerstin Schreyer (CSU) wurden die Direktkandidaten der SPD, Natascha Kohnen, der Grünen, Markus Büchler, und der FDP, Helmut Markwort, in den Landtag gewählt.

## Wahl 2013
Stimmberechtigt waren bei der Landtagswahl 2013 im Stimmkreis 113.285 Personen. Die Wahl hatte folgendes Ergebnis:
| Direktkandidat            | Partei       | Erststimmen in % | Gesamtstimmen in % | Veränderung der Gesamtstimmen im Vergleich zur Landtagswahl 2008 in % |
| ------------------------- | ------------ | ---------------- | ------------------ | --------------------------------------------------------------------- |
| Kerstin Schreyer-Stäblein | CSU          | 46,4             | 47,2               | + 7,3                                                                 |
| Natascha Kohnen           | SPD          | 20,5             | 22,7               | + 3,8                                                                 |
| Susanna Tausendfreund     | GRÜNE        | 12,2             | 10,8               | - 3,2                                                                 |
| Ruth Busl                 | Freie Wähler | 5,8              | 5,2                | - 1,1                                                                 |
| Tobias Thalhammer         | FDP          | 7,1              | 6,9                | - 7,5                                                                 |
| Herbert Fischer           | REP          | 0,9              | 0,7                | + 0,1                                                                 |
| Karl Heinz Jobst          | ÖDP          | 0,9              | 0,9                | - 0,4                                                                 |
| Franz Beierbeck           | BP           | 2,4              | 2,0                | +0,7                                                                  |
| -                         | BüSo         | -                | 0,0                | 0,0                                                                   |
| -                         | Die Freiheit | -                | 0,1                | (+ 0,1)                                                               |
| Reinhard Peters           | LINKE        | 1,4              | 1,3                | - 1,5                                                                 |
| Christian Baumeister      | PIRATEN      | 1,8              | 1,7                | (+ 1,7)                                                               |

## Wahl 2008
Die Landtagswahl 2008 hatte folgendes Ergebnis:
| Direktkandidat            | Partei       | Erststimmen in % | Gesamtstimmen in % | Veränderung der Gesamtstimmen im Vergleich zur Landtagswahl 2003 in % |
| ------------------------- | ------------ | ---------------- | ------------------ | --------------------------------------------------------------------- |
| Kerstin Schreyer-Stäblein | CSU          | 39,2             | 39,9               | - 19,0                                                                |
| Natascha Kohnen           | SPD          | 18,3             | 18,9               | - 0,5                                                                 |
| Susanna Tausendfreund     | GRÜNE        | 14,3             | 14,0               | + 1,7                                                                 |
| Florian Ernstberger       | Freie Wähler | 7,5              | 6,4                | + 4,8                                                                 |
| Jimmy Schulz              | FDP          | 14,2             | 14,4               | + 9,7                                                                 |
| Herbert Fischer           | REP          | 0,7              | 0,7                | - 0,2                                                                 |
| Ute Drothler              | ödp          | 0,9              | 0,9                | - 0,4                                                                 |
| Franz Beierbeck           | BP           | 1,4              | 1,3                | + 0,5                                                                 |
| -                         | BüSo         | -                | 0,0                | 0,0                                                                   |
| Elke Hahn                 | LINKE        | 2,7              | 2,7                | + 2,7                                                                 |
| Marion Probst             | VIOLETTE     | 0,3              | 0,3                | + 0,3                                                                 |
| Jakob Schelshorn          | NPD          | 0,5              | 0,5                | + 0,5                                                                 |